# Kenia en los Juegos Olímpicos de Seúl 1988
Kenia estuvo representada en los Juegos Olímpicos de Seúl 1988 por un total de 74 deportistas que compitieron en 7 deportes.  
El portador de la bandera en la ceremonia de apertura fue el boxeador Patrick Waweru.

## Medallistas
El equipo olímpico keniano obtuvo las siguientes medallas:
| Nombre            | Deporte   | Competición             |
| ----------------- | --------- | ----------------------- |
| Oro               |           |                         |
| Paul Ereng        | Atletismo | 800 m M                 |
| Peter Rono        | Atletismo | 1500 m M                |
| John Ngugi        | Atletismo | 5000 m M                |
| Julius Kariuki    | Atletismo | 3000 m con obstáculos M |
| Robert Wangila    | Boxeo     | Wélter (67 kg) M        |
| Plata             |           |                         |
| Peter Koech       | Atletismo | 3000 m con obstáculos M |
| Douglas Wakiihuri | Atletismo | Maratón M               |
| Bronce            |           |                         |
| Kipkemboi Kimeli  | Atletismo | 10 000 m M              |
| Christopher Sande | Boxeo     | Medio (75 kg) M         |